# Marie-Anne Bécart de Granville
Marie-Anne Bécart de Granville, fille de Pierre et d'Anne Macard, fut co-seigneuresse de Soulanges avec sa fille, Marie-Geneviève Joybert de Soulanges, à la suite de la mort de son mari Pierre-Jacques Joybert de Soulanges, le 16 janvier 1703. 
Marie-Anne Bécard de Granville possédait également la Seigneurie de l'Islet-du-Portage, voisine de la Seigneurie de Kamouraska par un don de son père Pierre Bécard de Granville en avancement d'hoirie (les deux premières concessions de 1672 et 1696) ainsi que par une troisième concession faite en 1707, la ratification de la seigneurie entière ayant été faite par un brevet émis par le roi Louis XIV le 20 mai 1708.
Elle a aussi hérité de la Seigneurie de l'île aux Oies (pour une partie avec les battures) et de l'île aux Grues de son père Pierre Bécart de Granville.